# 1200 Micrograms

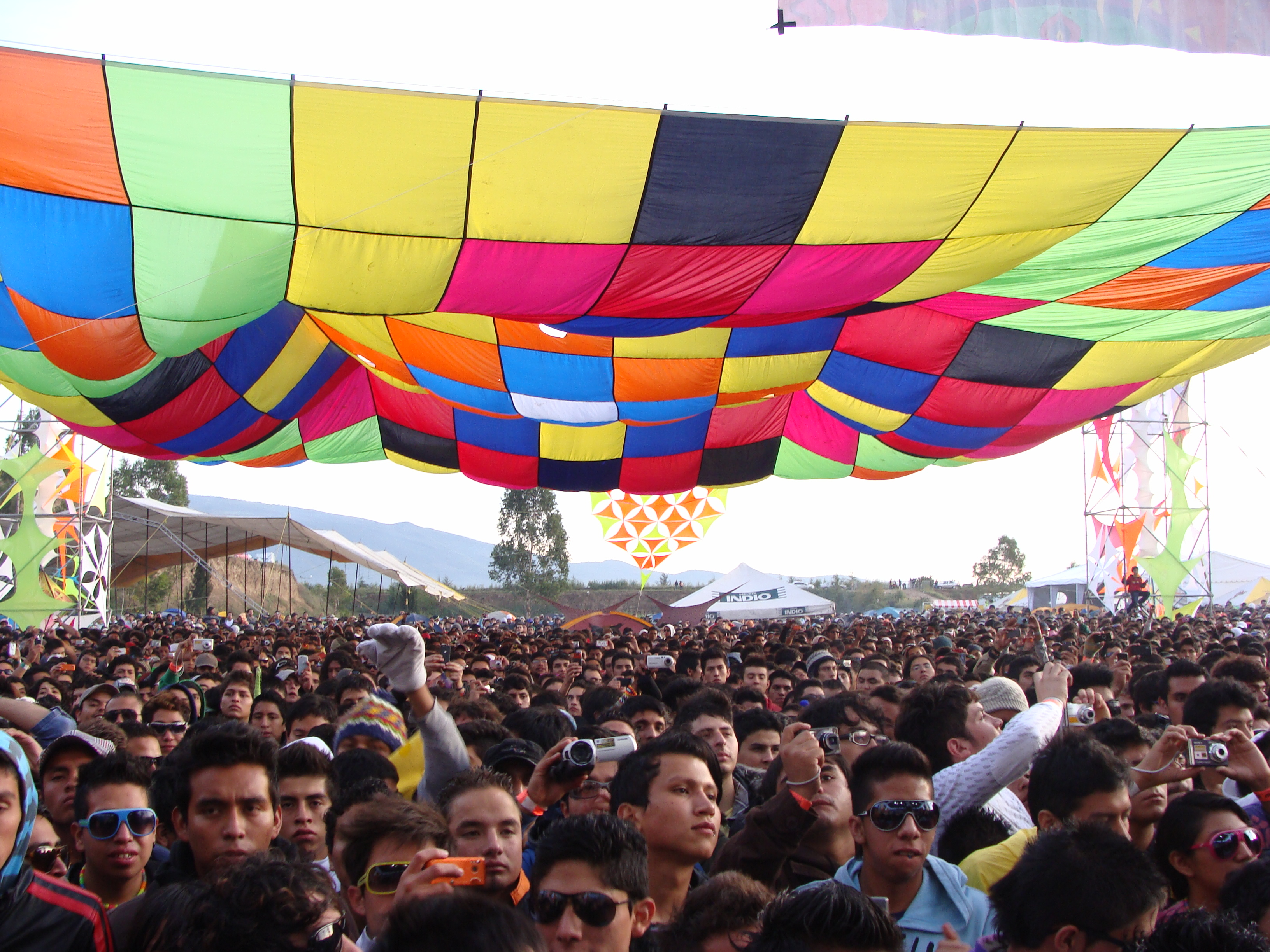
1200 Micrograms Teotihuacán México.

1200 Micrograms (en ocasiones citado como 1200 Mics) es una agrupación musical de trance psicodélico con residencia en Ibiza. Los integrantes son Riktam' y Bansi de GMS, Raja Ram y Chicago.
Su música es conocida por la gran utilización de guitarras y sus temas se enfocan a lugares en los que han experimentado con drogas. 

## Origen del nombre
El nombre proviene de Raja Ram, quien al estar trabajando en su primer álbum, se administró una dosis de 1200 microgramos de LSD. Raja dijo a su amigo Paul Taylor: ... Dios, Paul ¡acabo de tomar 1200 microgramos!... (Raja estaba experimentando un bloqueo mental en una canción especifica e ingirió esta dosis de LSD para poder finalizar dicha composición).

## Historia
La idea de iniciar una agrupación, se presume fue de Raja Ram, mientras planeaba hacer un álbum sobre las drogas y sus lugares favoritos. 
Su primer álbum (homónimo) presentaba 9 canciones: Ayahuasca, Hashish, Mescaline, LSD, Marijuana, Ecstasy, Magic Mushrooms, Salvia Divinorum y DMT. Sin ser sorpresa, algunas de éstas presentaban sampleos y frases de Terence McKenna y de películas tales como Fear and Loathing in Las Vegas y Blow. Este álbum fue un gran suceso y el vídeo de Marijuana fue lanzado en 2003.
Su segundo álbum, Heroes of the Imagination, fue dedicado a famosos inventores y científicos tales como Leonardo Da Vinci, Galileo Galilei, Michael Faraday, Albert Einstein, Charles Babbage, Albert Hofmann, Francis Crick, James Dewey Watson y Tim Berners-Lee. Por igual, contiene el éxito de 2003, Acid for Nothing, una remezcla de Money for Nothing de Dire Straits. Esta melodía reemplaza la frase I want my MTV (quiero mi MTV) por I want my LSD (quiero my LSD).

## Discografía
- 2002 - 1200 Micrograms (TIP World).
- 2003 - Heroes of the Imagination (TIP World).
- 2004 – The Time Machine (TIP World).
- 2005 - Live in Brazil (TIP World).
- 2006 – 1200 Micrograms Remixed (TIP World).
- 2007 – Magic Numbers (TIP World), por ejemplo: God of Rock, Numberstruk, Numbers are Alive, etc.
- 2010 – Gramology (EP) (TIP World).
- 2013 - 1200 Mic's (TIP World).